# Плектенхим
Плектенхим су тзв. привидна ткива која се јављају код појединих организама, пре свега гљива. Не сматрају се правим ткивима, јер их сачињавају хифе. Умрежавање тих хифа ствара различите макроскопске морфолошке структуре.

## Настанак
Ова ткива настају преплитањем, слепљивањем или срашћавањем појединих ћелија.

## Типови
Плектенхим може да буде растресит (просенхим) и збијен. Овај други подсећа на паренхим биљака, па се још назива и псеудопаренхим. Код врста лишаја рода Parmotrema јавља се тзв. палисадни плектенхим.